# Hoplitis biscutellae
Hoplitis biscutellae là một loài Hymenoptera trong họ Megachilidae. Loài này được Cockerell mô tả khoa học năm 1897.